# Liste des chapitres de The Promised Neverland
Cette page recense la liste des chapitres du manga The Promised Neverland.

## Liste des arcs
- « Arc d'introduction » (「はじめ編」, « Hajime-hen »?) (chapitres 1-9)
- « Évasion de Grace Field House  » (「脱獄編」, « Datsugoku-hen »?) (chapitres 9-37)
- « Forêt du Serment » (「誓いの森編」, « Chikai no Mori-hen »?) (chapitres 38-52)
- « Recherche de William Minerva » (「ミネルヴァ探訪編」, « Mineruva Tanbō-hen »?) (chapitres 53-74)
- « Goldy Pond  » (「ゴールディ・ポンド戦い 編」, « Gōrudi Pondo Tatakai-hen »?) (chapitres 75-95)
- « Cuvitidala » (「カルビティダラ編」, « Kuvitidara-hen »?) (chapitres 96-112)
- « Roi du Paradis » (「楽園の王家」, « Rakuen no Ō-hen »?) (chapitres 113-130)
- « 7 Murs » (「七つの壁」, « Nanatsu no Kabe-hen »?) (chapitres 131-145)
- « Bataille de la Capitale Impériale » (「王都決戦編」, « Ōto Kessen-hen »?) (chapitres 146-159)
- « Retour à Grace Field House » (「グレイス・フィールドに戻る」, « Gureisu fïrudo ni modoru »?) (chapitres 160-178)
- « Monde Humain » (「人間の世界編」, « Ningen no Sekai-hen »?) (chapitres 179-181)

## Liste des volumes

### Volumes 1 à 10
| no | Japonais         | Japonais          | Français         | Français          |
| no | Date de sortie   | ISBN              | Date de sortie   | ISBN              |
| --- | ---------------- | ----------------- | ---------------- | ----------------- |
| 1 | 2 décembre 2016  | 978-4-08-880872-7 | 25 avril 2018    | 978-2-8203-3223-3 |
| Titre du volume : Grace Field HouseListe des chapitres : - Chapitre 1 : Grace Field House (GFハウス, Gurēsu Fīrudo Hausu) - Chapitre 2 : L'issue (出口, Deguchi) - Chapitre 3 : La Dame de fer (鉄の女, Tetsu no onna) - Chapitre 4 : La meilleure décision (“最善”, Saizen) - Chapitre 5 : Elle nous a eus ! (やられた！, Yarareta!) - Chapitre 6 : Carol et Krone (キャロルとクローネ, Kyaroru to Kurōne) - Chapitre 7 : On compte sur toi ! (頼んだぞ, Tanonda zo) |                  |                   |                  |                   |
| Établie en octobre 2045, Emma est une orpheline âgée de 11 ans vivant à Grace Field House, un orphelinat dans lequel elle avec 37 autres orphelins sont hébergés. La vie n'a jamais été meilleure : cuisine gastronomique, lits en peluche, vêtements propres, Jeux, et l'amour de leur "Mère" ou "Maman", la gardienne, Isabella. Ils mènent une vie normale, sont nourris tous les jours, passent des tests dans le cadre de leur éducation et sont autorisés à jouer dehors. Les orphelins ont toute liberté, sauf pour s'aventurer au-delà du siège dans la forêt, et de se rapprocher de la porte qui relie le siège de la maison au monde extérieur, car c'est pour leur propre protection. Emma, brillante et enjouée, passe toujours les examens avec ses frères et sœurs, Ray, Norman, Don, Gilda, Anna, Sherry, Carol, Chris, Phil, Conny, Nat, Lannion, Thomas et encore d'autres. L'histoire commence sur une note joyeuse, les enfants jouant et s'amusant. Cependant, la nuit du 12 octobre 2045, lorsqu'une orpheline, nommée Conny, est adopté et quitte l'orphelinat, Emma et Norman remarquent qu'elle a oublié son animal en peluche bien-aimé "Little Bunny". Ne voulant pas qu'elle se rende les mains vides dans sa nouvelle maison, Emma et Norman enfreignent les règles et se rendent à la porte afin de rendre le lapin à Conny. Quand ils y arrivent, il n'y a aucun signe de Conny nulle part. La seule chose intéressante est un camion qui, selon eux, amènera Conny dans sa nouvelle maison. Emma a l'idée de laisser le lapin à l'arrière du camion et c'est alors qu'ils découvrent la sombre réalité qui est le cadavre de Conny avec une petite plante qui en sort. Norman et Emma se mettent à l'abri en entendant des voix et ne veulent pas se faire prendre. C'est alors que l'horrible vérité devient encore plus terrifiante, lorsqu'ils remarquent que des monstres errent. Ils apprennent qu'ils ne vivent pas dans un orphelinat, mais plutôt dans une ferme d'élevage où ils sont cultivés pour servir de nourriture aux monstres appelée ensuite démons par les deux enfants, avec la complicité de leur mère, Isabella. Ils sont presque attrapés, mais finissent par s'échapper, oubliant de ramener le lapin de Conny avec eux. Isabella découvre le lapin et sait que le secret est dévoilé. Emma et Norman commencent à formuler un plan pour s'échapper. Ray, se méfiant de leurs agissements, les suit un jour et les oblige à tout s'expliquer. Étonnamment, Ray accepte tout ce qu'ils disent comme étant la vérité, mais dit que ce doit être eux et eux seuls pour s'échapper. Emma ne veut pas ça parce qu'elle ne supporte pas de voir quelqu'un d'autre de sa famille mourir. Il faut un peu de conviction de la part de Norman, mais Ray accepte d'aider les orphelins à s'échapper. Le seul moyen de dissuasion est qu'Isabella est en chasse pour découvrir qui a découvert le secret. Elle laisse quelques indices au grand jour pour essayer de juger de la réaction de chacun. Le plus grand indice est qu'il y a des dispositifs de suivi implantés dans tout le monde afin qu'elle sache exactement où se trouvent tous ses enfants à un moment donné. Juste au moment où Emma, Norman et Ray pensent qu'ils ont le dessus, Isabella présente son atout : Sœur Krone. Elle a été amenée à la maison en tant que sœur pour aider Isabella et devenir une deuxième paire d'yeux pour veiller sur les enfants, cependant, Krone n'est pas satisfaite de son rôle d'assistante et a ses propres projets. |                  |                   |                  |                   |
| 2 | 3 février 2017   | 978-4-08-881006-5 | 27 juin 2018     | 978-2-8203-3243-1 |
| Titre du volume : Sous contrôleListe des chapitres : - Chapitre 8 : J'ai une idée ! (考えがある, Kangae ga aru) - Chapitre 9 : Le jeu du loup (鬼ごっこしましょう, Onigokko shimashō) - Chapitre 10 : Sous contrôle (コントロール, Kontorōru) - Chapitre 11 : La taupe (1) (内通者①, Naitsūsha 1) - Chapitre 12 : La taupe (2) (内通者②, Naitsūsha 2) - Chapitre 13 : La taupe (3) (内通者③, Naitsūsha 3) - Chapitre 14 : La carte maîtresse (切り札, Kirifuda) - Chapitre 15 : Plus jamais (二度としないで, Ni-do to shinaide) - Chapitre 16 : La pièce secrète et William Minerva (秘密の部屋とW・ミネルヴァ①, Himitsu no heya to Wiriamu Mineruva 1) |                  |                   |                  |                   |
| Le trio se consacre à la formulation du plan pour s'échapper de la ferme. Emma, Ray et Norman commencent à former tous les autres orphelins sur la façon de s'échapper en masquant la formation comme un Jeu du loup. Norman leur donne quelques conseils sur la manière d'être de meilleurs tagueurs, mais, en réalité, c'est tout un moyen pour eux de masquer leur piste alors qu'ils s'échappent. Tout se passe bien dans leur plan et ils imaginent même un moyen de faire sortir tout le monde en formant des équipes. Pour ce faire, ils vont avoir besoin de plus de chefs d'équipe qu'eux trois, alors ils décident de demander l'aide de Don et Gilda, mais Norman soupçonne qu'il y a quelqu'un parmi les orphelins qui pourraient être un espion qui divulgue des informations à Isabella. Afin de voir si Gilda ou Don sont l'espion, Norman plante de fausses informations avec eux deux, leur indiquant l'emplacement de la corde qu'ils utiliseront pour s'échapper. En même temps, ils leur disent une pseudo-vérité sur la maison pour voir si Isabella apprend des informations contradictoires. L'information que Norman donne à son frère Don est que la corde est cachée derrière son lit et, bien sûr, la corde a disparu, cependant, Don n'était pas l'informateur. Norman découvre la véritable identité de l'espion, et c'était Ray, et conclut un accord très compliqué et profond avec lui. Emma découvre aussi quelque chose elle-même. Elle dit que l'auteur de certains livres qu'ils ont dans leur bibliothèque, William Minerva, mettait des messages secrets dans tous ses livres, notamment les codes morses. Ce faisant, Emma pense que la clé pour survivre dans le monde extérieur serait de le trouver et de le localiser. Emma a également découvert qu'Isabella avait une pièce secrète dans la maison, mais il est trop dangereux de la vérifier. Toutefois, Don a volé la clé et le passe-partout d'Isabella, pour essayer de rentrer dans la chambre secrète de la maison et de découvrir de nouvelles informations à propos de l'orphelinat, convainquant Gilda de vérifier la pièce secrète avec lui. Entre-temps, sœur Krone projette de faire descendre Isabella du poste de maman, pour la remplacer dans le trône de la maison. |                  |                   |                  |                   |
| 3 | 4 avril 2017     | 978-4-08-881077-5 | 22 août 2018     | 978-2-8203-3261-5 |
| Titre du volume : En éclatsListe des chapitres : - Chapitre 17 : La pièce secrète et William Minerva (2) (秘密の部屋とW・ミネルヴァ②, Himitsu no heya to Wiriamu Mineruva 1) - Chapitre 18 : Résolution (覚悟, Kakugo) - Chapitre 19 : Fichus (アウト, Auto) - Chapitre 20 : Cause commune (“共闘”, Kyōtō) - Chapitre 21 : Percés à jour (見え透いた罠, Miesuita wana) - Chapitre 22 : L'appât (餌, Esa) - Chapitre 23 : En éclats (ブチ壊せ！！, Buchikowase!!) - Chapitre 24 : Repérage (1) (下見①, Shitami 1) - Chapitre 25 : Repérage (2) (下見②, Shitami 2) |                  |                   |                  |                   |
| L'histoire se poursuit avec Ray, Norman et Emma planifiant leur évasion. Pendant ce temps, Don et Gilda se faufilent dans la chambre secrète d'Isabella et découvrent l'émetteur radio ainsi que tous les jouets des enfants qui ont été expédiées de l'orphelinat Grace Field House. Don et Gilda s'échappent quand Isabella revient et finissent par affronter les trois autres. C'est alors qu'ils disent à Don et Gilda la vérité sur les monstres et que l'orphelinat est une ferme. Ensemble, les cinq planifient leur évasion, mais, sœur Krone s'aperçoit de tout et les confronte. Elle explique tout son plan pour remplacer Isabella en tant que mère au foyer et offre aux enfants son allégeance, dans le véritable objectif de les doubler et de les expédier une fois qu'Isabella sera évincée de son poste. Norman accepte le partenariat avec elle, pour essayer de la manipuler, mais Isabella a déjà vu clair et a envoyé Sœur Krone à l'usine quatre de la ferme en tant que nouvelle maman ou sœur. Krone a compris qu'elle ne va pas y aller à l'usine quatre de la ferme, c'était une excuse pour la tuer. Pour éviter la mort, Krone essaie d'en tirer une preuve que la marchandise, qui sont les enfants de haute qualité, essaient de s'évader de l'orphelinat, à la grand-mère de Grace Field House, mais il semble qu'Isabella et la grand-mère soient déjà profondément enracinées dans leur collaboration pour tuer Krone, du coup, elle a été mangée par un monstre et morte. Isabella va plus loin et rompt son partenariat avec la taupe Ray. Cependant, Norman et Emma mènent leur enquête pour regarder par-dessus le mur de l'orphelinat, mais ils sont découverts par Isabella. Ray, Don et Gilda arrivent pour essayer d'avertir Norman et Emma, mais il est trop tard. Isabella finit par casser brutalement la jambe d'Emma et informe Norman que sa date d'expédition a été fixée. |                  |                   |                  |                   |
| 4 | 4 juillet 2017   | 978-4-08-881183-3 | 24 octobre 2018  | 978-2-8203-3284-4 |
| Titre du volume : VivreListe des chapitres : - Chapitre 26 : Vivre (生きたい, Ikitai) - Chapitre 27 : Subterfuge (死なせない, Shinasenai) - Chapitre 28 : Clandestin (1) (潜伏①, Senpuku) - Chapitre 29 : Clandestin (2) (潜伏②, Senpuku 2) - Chapitre 30 : Résistance (抵抗, Teikō) - Chapitre 31 : Un grand vide (空虚, Kūkyo) - Chapitre 32 : Passage à l'acte (1) (決行①, Kekkō 1) - Chapitre 33 : Passage à l'acte (2) (決行②, Kekkō 2) - Chapitre 34 : Passage à l'acte (3) (決行③, Kekkō 3) |                  |                   |                  |                   |
| La date d'embarquement de Norman est prévue pour le lendemain soir, un nouveau plan a donc été concocté qui permettrait à Norman lui seul de s'échapper. Ray allait soit se blesser, soit attraper un rhume pour s'empêcher de devenir le remplaçant de son frère. Norman réussit à escalader le mur de l'orphelinat pour regarder ce qu'il y a autour de la maison, mais les choses prirent une tournure sombre lorsqu'il réalisa le véritable aménagement de Grace Field House. Il y a plusieurs murs formant un hexagone avec six maisons/orphelinats dans chaque partie de l'hexagone, sans compter le quartier général au milieu de la forme, sur laquelle les démons résident. Il n'y a qu'une seule voie d'évacuation : un pont du côté nord qui relie le monde extérieur au quartier général. Autour de l'intégralité de l'hexagone se trouve une falaise géante, ce qui signifie qu'il est impossible de s'échapper par-dessus le mur. Norman rapporte et estime que le seul objectif est de se sacrifier et de devenir de la nourriture pour les monstres pour que tout le monde puisse s'échapper. Ray mentionne qu'il a toujours un atout spécial dans sa manche. Évidemment, Emma est contre la pensée de Norman, mais Norman ne peut pas être influencé. Ray a révélé qu'il a découvert le secret de l'orphelinat, grâce à l'amnésie infantile qu'il n'a pas connu lors ce qu'il était née, que le grand secret a été percé pour lui. Du coup, il a préféré travailler chez Isabella pour préparer une grande évasion. Il était le festin spécial préparé pour les démons, mais son atout est de se brûler vif, provoquant une distraction pour permettre à tout le monde de s'échapper. Cependant, avant que Norman ne soit expédié, ce dernier avait d'autres plans à mettre en œuvre. Grâce à l'obtention de quelques informations de la part de sœur Krone, et le stylo promis qu'elle a laissé pour les enfants, Norman a découvert comment faire sortir tout le monde de la maison. Il a découvert le plan de Ray pour allumer un feu et a laissé des instructions très précises à Emma dans une lettre pour qu'elle les exécute. Ensuite, il a été expédié et livré aux démons. La nuit du 12e anniversaire de Ray, tout a été révélé. Emma avait secrètement informé tous les enfants du plan par diverses méthodes sans alerter Isabella. L'évasion s'est déroulée sans encombre, à part un petit problème. Phil et tous les autres enfants qui ont moins de cinq ans sont restées dans l'orphelinat. |                  |                   |                  |                   |
| 5 | 4 septembre 2017 | 978-4-08-881205-2 | 28 novembre 2018 | 978-2-8203-3295-0 |
| Titre du volume : L'ÉvasionListe des chapitres : - Chapitre 35 : Passage à l'acte (4) (決行④, Kekkō 4) - Chapitre 36 : Passage à l'acte (5) (決行⑤, Kekkō 5) - Chapitre 37 : L'évasion (脱出, Dasshutsu) - Chapitre 38 : La forêt du serment (誓いの森, Chikai no mori) - Chapitre 39 : Inconcevable (想定外, Sōtei-gai) - Chapitre 40 : Les serpents d'Alvapinera (アルヴァピンネラの蛇, Aruvapin'nera no hebi) - Chapitre 41 : Assaut (暴行, Bōkō) - Chapitre 42 : Pas question de finir en pitance (ピタンスになってしまうことは間違いありません, Pitansu ni natte shimau koto wa machigaiarimasen) - Chapitre 43 : Matricule 81194 (番号81194, Bangō 81194) |                  |                   |                  |                   |
| Quinze orphelins sur le point de s'échapper de Grace Field House, quand on découvre que Phil est toujours dans l'orphelinat avec Isabella. Emma a décidé que tous les enfants de quatre ans et moins seraient laissées pour compte pendant l'évasion. Ils savent qu'ils ont au moins deux ans avant d'être expédiés, donc le plan est de laisser les plus jeunes et de revenir plus tard pour les sauver quand ils seront plus âgés. Isabella est rapide pour comprendre leur méthode d'évasion, mais elle est trop tard. Au moment où elle découvre d'où ils se sont échappés, ils sont déjà partis. Maintenant qu'ils se sont échappés, ils ont de nombreux dangers inconnus devant eux, tels que ne pas connaître la configuration du monde, les bêtes sauvages possibles, la nature elle-même et la menace éventuelle des monstres qui refuseront de les laisser s'échapper. Le premier péril leur tombe dessus lorsque tous les enfants disparaissent soudainement. Ils sont tombés dans une grotte souterraine qui a fini par être un piège d'un arbre mangeur d'hommes. Heureusement, Emma trouve la solution et ils surmontent les obstacles. Juste au moment où ils pensent qu'ils sont hors de pétrin, une bête démoniaque sauvage apparaît et a commencé à les chasser pour les manger. Ray a décidé de se sacrifier pour que ses frères et sœurs puissent s'échapper du monstre. Juste au moment où Ray était sur le point de perdre en vue le mangeur d'homme, la bête se fait soudainement couper la tête par les poursuivants de Grace Field House, ils ont trouvé Ray, Emma sent que Ray prend trop de temps, mais elle s'effondre. La blessure de l'endroit où se trouvait son oreille s'est ouverte et elle commence à avoir de la fièvre. C'est à ce moment-là, une monstre qui ressemble à une petite fille commence à parler avec les enfants. |                  |                   |                  |                   |
| 6 | 2 novembre 2017  | 978-4-08-881278-6 | 6 février 2019   | 978-2-8203-3523-4 |
| Titre du volume : B06-32Liste des chapitres : - Chapitre 44 : La jeune fille au capuchon (頭巾の少女, Zukin no shōjo) - Chapitre 45 : Sauvetage (救援, Kyūen) - Chapitre 46 : Sonju et Mujika (ソンジュとムジカ, Sonju to Mujika) - Chapitre 47 : Une histoire très ancienne (昔話, Mukashi-banashi) - Chapitre 48 : Les deux mondes (二つの世界, Futatsu no sekai) - Chapitre 49 : Apprends-moi! (教えて, Oshiete) - Chapitre 50 : Amis (友達, Tomodachi) - Chapitre 51 : B06-32 (1) (B06-32 ①) - Chapitre 52 : B06-32 (2) (B06-32 ②) |                  |                   |                  |                   |
| Ray essaie d'éviter les poursuivants de Grace Field House, les choses semblent difficiles, car ses redoutables monstres sont spécialisés dans la poursuite et finissent par lui couper le chemin à chaque fois. Du coup, il est soudainement coincé par les démons, et lorsqu'il n'a nulle part pour échapper, un étrange cavalier masqué sur un cheval démoniaque le sauve. Ray est ramené dans une grotte souterraine où il retrouve Emma. Les deux personnes qui ont sauvé Emma et sa petite famille se révèlent nommées Mukija et Sonju. Ils ont fini par sauver et soigner Emma et les autres. Ray et Emma se méfiaient d'eux depuis le début, puis ils ont remarqué quelque chose qu'ils essayaient tous les deux de garder caché. Mujika et Sonju sont des monstres/démons. Cependant, il n'y a rien à craindre, car en raison de leur religion, ils ne mangent pas d'humains. C'est ici que nous obtenons d'énormes connaissances sur le monde et l'univers des monstres. Le monde n'a pas changé il y a 30 ans comme on le laissait entendre, d'après les livres qui datent de 2015 de l'orphelinat Grace Field House, le monde a été ainsi pendant plus de 1 000 ans. Bien que nous n'ayons pas compris l'origine des démons, nous avons appris que les humains et les démons se sont fait la guerre durant longtemps. Après des années de meurtres insensés, les humains ont conclu un pacte avec les démons et le monde lui-même a été divisé en deux, un monde d'humains et un monde des monstres. La promesse a déclaré que les démons et les humains ne peuvent pas se croiser dans les deux mondes. Au lieu de cela, les démons ont commencé à produire en masse des humains comme source de nourriture. Il existe de nombreuses usines de production de masse, appeler les fermes industrielles, où il y a des humains qui n'ont pas d'émotions, de libre arbitre, ni la capacité de parler ou de comprendre quoi que ce soit. Ils sont simplement cultivés pour être mangés et c'est tout. D'autres usine ou ferme, comme Grace Field House, sont appelés les fermes premium, et elles sont très rares. Il n'y a que quatre fermes sous guise d'orphelinat au total dans le monde des démons, Glory Bell House, Goodwill Ridge House, Grand Valley House et Grace Field House. Cette dernière étant la ferme de la plus haute qualité de production possible. Mujika et Sonju parlent à Emma et Ray du monde extérieur et leur apprennent à y survivre, les enfants ont appris de ces deux-là comment vivre et comment explorer le monde des démons. Ils leur disent même comment se rendre aux coordonnées qu'ils ont essayé d'atteindre. Après leur départ, le groupe se rend aux coordonnées B06-32, qui se trouve au milieu d'un terrain vague, mais ne trouve rien. Ray décide d'essayer à nouveau le stylo promis et il révèle une carte avec une entrée cachée. Ils trouvent un étrange abri souterrain avec un humain vivant à l'intérieur. |                  |                   |                  |                   |
| 7 | 4 janvier 2018   | 978-4-08-881323-3 | 3 avril 2019     | 978-2-8203-3537-1 |
| Titre du volume : DécisionListe des chapitres : - Chapitre 53 : B06-32 (3) (B06-32 ③) - Chapitre 54 : B06-32 (4) (B06-32 ④) - Chapitre 55 : B06-32 (5) (B06-32 ⑤) - Chapitre 56 : Le marché (1) (取り引き①, Torihiki 1) - Chapitre 57 : Le marché (2) (取り引き②, Torihiki 2) - Chapitre 58 : Décision (判断, Handan) - Chapitre 59 : Faites votre choix ! (好きに選ベ, Suki ni erabe) - Chapitre 60 : Goldy Pond (ゴールディ・ポンド, Gōrudi pondo) - Chapitre 61 : Seriez-vous capable de vous en sortir vivants ?! (あなたはそれを生き生きとさせることができますか？！, Anata wa sore o ikiikito sa seru koto ga dekimasu ka? !) |                  |                   |                  |                   |
| Les évadés de Grace Field House viennent de rejoindre leur objectif : le point B06-32. Ensuite, les 15 rescapés ont aperçu un homme originaire de la ferme de Glory Bell House qui s'est déjà installé dans l'abri pendant plusieurs années. Bien que nous n'apprenions pas son nom, tout de suite, il dit aux enfants de sortir et pointe même une arme sur eux. Il tient Emma en otage et leur dit de quitter le refuge immédiatement, mais Emma plante son poing entre ses jambes et, ils finissent par l'attacher dans une table d'une manière très intelligente. Pendant que l'homme est frappé d'incapacité, ils fouillent le refuge et en apprennent un peu plus sur le monde. Ils finissent par trouver une lettre de William Minerva indiquant que s'ils veulent vivre dans quelque chose au-delà d'un simple abri, ils doivent se rendre à de nouvelles coordonnées dans un endroit appelé A08-63 ou tout simplement Goldy Pond. Emma et Ray finissent par formuler un plan qui fait chanter l'homme pour qu'il soit leur guide. Cependant, l'homme n'a pas l'intention de vraiment les aider. En fait, il prévoit de les faire tuer afin pour éviter la recherche de Minerva. Le voyage vers Goldy Pond commence. Ils traversent difficilement le désert, et rencontrent un mangeur d'hommes dans une forêt très spécial et unique, qui ressemble à une forêt d'un autre monde. L'homme lui tire dessus, mais il se régénère et appelle du renfort, l'homme savoure le fait qu'ils n'ont aucune chance de survie contre des bestiaux redoutable et dans un monde pareil. |                  |                   |                  |                   |
| 8 | 4 avril 2018     | 978-4-08-881384-4 | 19 juin 2019     | 978-2-8203-3551-7 |
| Titre du volume : Jeux interditsListe des chapitres : - Chapitre 62 : Des monstres immortels (不死身の怪物, Fujimi no kaibutsu) - Chapitre 63 : HELP (HELP（ヘルプ）, Herupu) - Chapitre 64 : Si c'était moi (もしもの私, Moshi-mo no watashi) - Chapitre 65 : Le jardin secret (シークレット・ガーデン, Shīkuretto gāden) - Chapitre 66 : Jeux interdits (1) (禁じられた遊び①, Kinjirareta asobi ①) - Chapitre 67 : Jeux interdits (2) (禁じられた遊び②, Kinjirareta asobi ②) - Chapitre 68 : C'est comme ça (こんなもんだよ, Kon'na mon' da yo) - Chapitre 69 : Quelqu'un à te présenter (会わせたい人, Awasetai hito) - Chapitre 70 : Cache-cache (かくれんぼ, Kakurenbo) |                  |                   |                  |                   |
| Emma, Ray et notre guide sans nom ont repoussé les démons, monsieur l'inconnu se cache et laisse Emma et Ray s'occuper d'eux seuls. Ils formulent un grand plan et s'échappent, mais lorsqu'ils baissent leur garde, Emma est soudainement kidnappée par des monstres mystérieux. Il semble que c'était le plan de monsieur l'inconnu depuis le début pour les attirer près du point A08-63 Goldy Pond, et laisser les braconniers prendre l'un d'eux. Satisfait qu'Emma mourra très probablement, l'homme jure de ne faire de mal à personne. Ray ne le croit pas et décide qu'il va à Goldy Pond pour chercher et sauver Emma, quel qu'en soit le prix. Pendant ce temps, Emma se retrouve à Goldy Pond et la vérité sur cette zone est révélée : c'est un terrain de chasse secret pour les démons. Les enfants ne sont pas toujours utilisés pour le rituel Gupna avec la plante vida dans les fermes et sont plutôt expédiés à Goldy Pond où un groupe de démons excentriques les chassent pour des raisons inconnues, à l'insu du reste du monde. Si le mot sortait, cela violerait le traité avec le côté humain du monde, c'est pour cela que le point A08-63 appelée Goldy Pond est un terrain de chasse secret pour les monstres et les démons nobles et duc. Là, Emma est lancée dans un jeu de survie où elle rencontre Violet, une petite fille très mystérieuse. Les règles sont simples. La musique joue… vous êtes chassé jusqu'à ce que la musique joue à nouveau, puis vous attendez trois jours pour la prochaine chasse. Une fois la chasse terminée, Violet emmène Emma à leur base d'opérations et la présente à un groupe d'enfants qui y ont été expédiés. Cependant, il y a une autre personne qu'elle veut qu'Emma rencontre. Ici, on nous présente Lucas, le seul adulte qui a survécu aux chasses pendant 13 ans. Avec Emma, il veut abolir le terrain de chasse, mais surtout, il apprécie Emma, car elle a la clé de la porte de William Minerva, qui est le stylo promis. |                  |                   |                  |                   |
| 9 | 4 juin 2018      | 978-4-08-881495-7 | 21 août 2019     | 978-2-8203-3571-5 |
| Titre du volume : Début des hostilitésListe des chapitres : - Chapitre 71 : Les véritables intentions (真意, Shin'i) - Chapitre 72 : L'appel (CALL（コール）, Kōru) - Chapitre 73 : Soulèvement (決起, Kekki) - Chapitre 74 : Un enfant très spécial (特別な子, Tokubetsu na ko) - Chapitre 75 : Souple comme le roseau (不屈の葦, Fukutsu no ashi) - Chapitre 76 : Début des hostilités (開戦, Kaisen) - Chapitre 77 : D'ignorantes vermines (無知な雑魚共, Muchi na zako-domo) - Chapitre 78 : Un de moins (まず一匹, Mazu ippiki) - Chapitre 79 : Le tir décisif (この一矢に定むべし, Kono hito-ya ni sadamubeshi) |                  |                   |                  |                   |
| Emma est réveillée dans un village très mystérieux avec des bonbons, des ballons, et de la nourriture. Ensuite, une fille bizarre lui dit de s'enfuir et de ne pas rester dans ce village de monstres. Après cela des monstres ont attaqué le village et en tuer plein d'enfants du village, Emma s'est sauvé, mais elle a vu l'horreur avec ses yeux. Le village caché s'avère être un terrain de chasse ou un jardin de chasse absolument confidentiel. Appartenant à de nobles monstres ou démons appeler les braconniers, c'est une ferme comme toutes les autres fermes, mais d'un autre genre, où les monstres viennent pour chasser chaque trois jours. Les monstres sont : Archduke ou Duc Leuvis, Lord Bayon, Prince Luce, Nouth et sa femme Nouma, et lorsqu'ils viennent, une cloche avec une sonnerie très spéciale commence à sonner. Ensuite emma a découvert un étrange moulin avec des enfants à l'intérieur et un vieil homme appelé Lucas, ensuite à l'intérieur du moulin, il y a une pièce cachée avec une porte qui ne s'ouvre qu'avec un stylo promis de William Minerva. Nous découvrons ce qui se cache derrière la porte qui ne peut être déverrouillée qu'avec un stylo promis. Emma avec Lucas déverrouille la porte et ils trouvent une salle de communication, ainsi qu'un chemin vers une autre pièce. Cette deuxième pièce ressemble à une ouverture dans une grotte souterraine remplie d'un liquide ou eau doré qui se repousse bizarrement lorsque vous essayez de le toucher. C'est de là que vient le nom de Goldy Pond. Au milieu de cet étrange liquide se trouve une maison flottante sur l'eau dorée d'une manière extraordinaire qui contient un téléphone et un ascenseur. Emma utilise le stylo pour appeler l'ascenseur, mais cela ne fonctionne pas. C'est alors que le téléphone sonne et qu'un message préenregistré de William Minerva lui-même est diffusé. Ici, on apprend beaucoup d'informations sur l'univers et le monde, mais les soupçons d'Emma concernant l'ascenseur étaient corrects dans le fait qu'il mène au monde humain, mais le message enregistré indique que s'ils entendent cela, cela signifie que l'ascenseur a été découvert et que le chemin était bloqué par les gens qui ont trahi William Minerva et transformé sa colonie pour les enfants en terrain de chasse secret pour les nobles monstres. Ils acquièrent une tonne de connaissances qui les aideront à s'échapper dans le monde humain, mais d'abord, ils doivent démolir le terrain de chasse pour s'échapper. Ils reviennent tous et formulent un plan, mais la cloche de la chasse sonne un jour plus tôt. Même s'ils ont été pris au dépourvu, ils avaient toujours leur plan sécurisé et ils se sont tous mis en position. Les chasseurs deviennent les chassés alors qu'ils commencent à abattre les démons un par un. Cependant, la chasse se termine avec Emma se retrouvant face à face avec le joker parmi les démons, Leuvis. |                  |                   |                  |                   |
| 10 | 3 août 2018      | 978-4-08-881534-3 | 2 octobre 2019   | 978-2-8203-3581-4 |
| Titre du volume : Match retourListe des chapitres : - Chapitre 80 : Tu nous fais quoi, là ?! (何だよ お前!!, Nan da yo omae!!) - Chapitre 81 : Coûte que coûte (死守, Shishu) - Chapitre 82 : Le maître du terrain de chasse (猟場の主, Kariniwa no aruji) - Chapitre 83 : À treize ans d'intervalle (13年越しの解答, Jūsan-nen-goshi no kaitō) - Chapitre 84 : Irrépressible (歯止め, Hadome) - Chapitre 85 : Que faire ? (どうしたら, Dō shitara) - Chapitre 86 : Renforts (戦力, Senryoku) - Chapitre 87 : Frontière (境界, Kekkai) - Chapitre 88 : Match retour (リターンマッチ, Ritān matchi) |                  |                   |                  |                   |
| Alors que Leuvis et sa compagnie ont mené leur chasse plus tôt que prévu. Les enfants ont été séparés même s'ils exécutaient leur plan au mieux de leurs capacités. Emma s'est retrouvée face à face avec Leuvis qui l'a invité à jouer au même jeu que Lucas avait fait avec lui, il y a si longtemps. Leuvis a donné à Emma dix minutes avant qu'il ne fasse quoi que ce soit, juste pour voir si ses camarades se présenteraient effectivement pour essayer de lui tendre une embuscade. Pendant ce temps, dans les bois, la plus grande menace était le chef du Goldy Pond, Lord Bayon. L'affronter était tout un défi, mais ils ont réussi à l'attirer dans un piège et à le faire tomber. Durant la bataille, nous avons également vu que Ray et monsieur l'inconnu arrivent et se joignent à la chasse. Notre homme mystérieux finit par abattre Nouma et Nouth, désormais combinés. Une fois les subordonnés et Lord Bayon éliminés, il est temps d'en finir avec Leuvis, cependant, Leuvis est bien trop intelligent, ruse et fort pour eux. Peu importe le piège tendu, cela ne semble pas avoir d'effet sur lui. Tout est sur le point de changer lorsque l'homme, monsieur l'inconnu, se présente et tire sur le monstre. Le plus grand développement de Goldy Pond est venu avec Lord Bayon et, par procuration, Leuvis. Lord Bayon paraissait s'être assis au sommet du monde des démons il y a plus de 1 000 ans. Le traité entre les démons et les humains a été formé et il a eu l'idée de créer des fermes pour récolter les enfants qui ne violaient pas les traités. Néanmoins, cela ne le satisfaisait pas, car il ne pouvait jamais goûter aucune saveur dans la viande récoltée. Ainsi, Bayon a décidé d'avoir ses propres chasses secrètes sur sa propriété. Quand il a attrapé ces enfants et les a mangés, il a enfin pu goûter la saveur de la viande, comme il l'a décrite comme goûtant l'essence de la vie elle-même, c'est sa propre vision et philosophie. Ce qui l'a amené à devenir le chef du point A08-63 Goldy Pond où il pouvait librement mener ces chasses. Leuvis était toujours aux côtés de Lord Bayon et décida donc de le rejoindre à Goldy Pond. Le reste appartenait à l'histoire. |                  |                   |                  |                   |

### Volumes 11 à 20
| no | Japonais        | Japonais                                                                 | Français         | Français          |
| no | Date de sortie  | ISBN                                                                     | Date de sortie   | ISBN              |
| --- | --------------- | ------------------------------------------------------------------------ | ---------------- | ----------------- |
| 11 | 2 novembre 2018 | 978-4-08-881622-7                                                        | 27 novembre 2019 | 978-2-8203-3598-2 |
| Titre du volume : DénouementListe des chapitres : - Chapitre 89 : Rassemblement (合流, Gōryū) - Chapitre 90 : On va gagner ! (勝とう, Katō) - Chapitre 91 : Tout ce qu'on a ! (ありったけを, Arittake o) - Chapitre 92 : Feu à volonté ! (撃ちまくれ, Uchimakure) - Chapitre 93 : Dénouement (決着, Ketchaku) - Chapitre 94 : Tous vivants (全員 生きて, Zen'in ikite) - Chapitre 95 : Rentrons ! (帰ろうぜ, Kaerō ze) - Chapitre 96 : Bon retour parmi nous ! (おかえり, O-kaeri) - Chapitre 97 : L'avenir auquel j'aspire (望む未来, Nozomu mirai) |                 |                                                                          |                  |                   |
| Les enfants concluent la bataille entre eux et Leuvis à Goldy Pond, et Yugo, qui est le prénom de monsieur l'inconnu, a été révélé. Au refuge, le plan est de retourner à Grace Field House pour libérer Phil et les autres. Cependant, après avoir révélé les informations du stylo promis à tout le monde, il semble que nous ayons un objectif secondaire avant de faire exactement cela. Il paraît que leur nouvel objectif sera la « Recherche des sept murs ». Ils se donnent un délai de deux ans pour atteindre cet objectif, principalement parce qu'il peut être trop tard pour certains des enfants de Grace Field au-delà de ce point. À en juger par cette décision, il y aura beaucoup d'opposition à avoir. |                 |                                                                          |                  |                   |
| 12 | 4 janvier 2019  | 978-4-08-881692-0                                                        | 5 février 2020   | 978-2-8203-3779-5 |
| Titre du volume : Le Son du commencementListe des chapitres : - Chapitre 98 : Le son du commencement (始まりの音, Hajimari no oto) - Chapitre 99 : Cuvitidala (クヴィティダラ, Kuvitidara) - Chapitre 100 : On y est ! (到着, Tōchaku) - Chapitre 101 : Viens ! (おいで, Oide) - Chapitre 102 : On a trouvé ! (見つけたよ, Mitsuketa yo) - Chapitre 103 : À portée de main (あと一手, Ato itte) - Chapitre 104 : Évacuation (捨てる, Suteru) - Chapitre 105 : Illusions (まやかし, Mayakashi) - Chapitre 106 : Un moyen de nous en sortir (活路, Katsuro) |                 |                                                                          |                  |                   |
| À Grace Field House, Phil et les autres enfants de l'orphelinat sont toujours en bonne santé, avec une nouvelle mère, toujours prêt pour être expédiés aux démons chaque deux mois. D'ailleurs, beaucoup d'enfants ont été livrés aux monstres après l'évasion d'Emma et son groupe. Phil porte sur ses épaules une grande responsabilité malgré son jeune âge, car c'est le seul enfant qui connaît le secret de l'orphelinat et de ces étranges créatures. Du coup, il essaie de vivre tranquillement sans dévoiler quoi que ce soit à sa mère, mais un jour, un homme très mystérieux nommé Andrew visite Grace Field et cherche Phil pour discuter avec lui. À l'extérieur, Emma et son groupe ont dit qu'ils avaient eu deux ans pour trouver les sept murs, à mi-parcours de ce chemin, un an et dix mois se sont écoulés. Pendant ce temps, ils ont trouvé les indices qu'ils cherchaient pour trouver les sept murs. Il a fallu beaucoup de déplacements, mais ils ont réussi à le faire. Durant ce temps, les enfants ont grandi, à savoir Emma, qui a l'air un peu plus âgée maintenant. Cependant, leurs plans s'arrêtent alors qu'Andrew, l'un des principaux subordonnés de Peter Ratri, trouve le refuge dans lequel ils séjournaient tous et avec un peloton de huit hommes au total, leur mission est d'éradiquer tout le monde. Un plan pour s'échapper en utilisant les passages cachés de l'abri s'avère futile, car Andrew prétend qu'il a passé l'année dernière à traquer et à tuer tous leurs partisans. C'est ainsi qu'ils ont trouvé l'abri et connaissent toute sa disposition. Les enfants semblent être piégés, mais sentent qu'il y a une issue. Afin de sécuriser cette route, Lucas et Yugo se lancent dans l'action. |                 |                                                                          |                  |                   |
| 13 | 4 mars 2019,    | 978-4-08-881754-5 (édition standard) 978-4-08-881787-3 (édition limitée) | 8 avril 2020     | 978-2-8203-3795-5 |
| Titre du volume : Le Roi du paradis. Extra : Au Japon, l'édition limitée est comprise avec une mini collection d'illustrations.Liste des chapitres : - Chapitre 107 : Ça me révulse ! (反吐が出る, Hedo ga deru) - Chapitre 108 : T'iras nulle part ! (行かせねぇ, Ikasenē) - Chapitre 109 : Va de l'avant ! (進め, Susume) - Chapitre 110 : La marche à suivre (すべきこと, Subeki koto) - Chapitre 111 : Mauvaise rencontre (望まざる客, Nozomazaru kyaku) - Chapitre 112 : Un grand deuil (追悼, Tsuitō) - Chapitre 113 : Le Roi du Paradis (楽園の王, Rakuen no ō) - Chapitre 114 : Pas à pas (一つずつ, Hitotsu zutsu) - Chapitre 115 : Jin et Hayato (ジンとハヤト, Jin to Hayato) |                 |                                                                          |                  |                   |
| Assiégés par le commando envoyé par Peter Ratri, les rescapés doivent fuir le point B06-32. L'histoire nous apporte la conclusion du raid de la cachette à laquelle Lucas et Yugo restent pour leur permettre à tous de s'échapper, les deux hommes ont tué tous les hommes d'Andrew sauf lui qui a réussi à s'échapper. Emma et les autres s'échappent et choisissent un endroit qui, selon eux, n'est pas connu du clan Ratri ou des démons. Malgré cela, Andrew les trouve et la raison pour laquelle il les a trouvés les amènes à se rendre compte que Yugo et Lucas et plein d'autres enfants sont morts dans le refuge B06-32, après cela Andrew est mangé par un monstre sauvage. Cependant, William Minerva leur a laissé un message pour voyager quelque part qui, après avoir été décodé, est The Lion's Jaw. Ils croient que c'est un voyage de 10 jours, mais, à ce stade, c'est leur seule option. Ils commencent le voyage auquel ils rencontrent deux humains, Jin et Hayato, qui sont attaqués par des démons. Après les avoir sauvés, ils se rendent compte qu'ils sont des agents de M. Minerva envoyés pour les retrouver une fois qu'il a appris que l'abri avait été attaqué par le clan Ratri. Mais, ils réalisent qu'ils n'arriveront pas au refuge à temps avant que Chris ne meure des suites de ses blessures. Ils décident de faire un détour en pillant une ferme industrielle voisine pour ses médicaments. |                 |                                                                          |                  |                   |
| 14 | 4 juin 2019     | 978-4-08-881861-0                                                        | 10 juin 2020     | 978-2-82033-812-9 |
| Titre du volume : Retrouvailles inattenduesListe des chapitres : - Chapitre 116 : Une intrusion risquée (1) (檻への侵入①, Ori e no shin'nyū ①) - Chapitre 117 : Une intrusion risquée (2) (檻への侵入②, Ori e no shin'nyū ②) - Chapitre 118 : Rencontre (対面, Taimen) - Chapitre 119 : Retrouvailles inattendues (邂逅, Kaikō) - Chapitre 120 : Des monstres informes (形のない怪物, Katachi no nai kaibutsu) - Chapitre 121 : C'est formidable ! (よかったね, Yokatta ne) - Chapitre 122 : Au fond du cœur (本心, Honshin) - Chapitre 123 : Une décision cruciale (大事な選択, Daiji na sentaku) - Chapitre 124 : Déballez-nous tout ! (聞かせろよ, Kika Seroyo) |                 |                                                                          |                  |                   |
| Dans leur fuite, Emma, Ray et leurs compagnons font la rencontre d'autres humains qui luttent contre les démons, nommés Jin et Hayato. Ensemble, ils infiltrent une ferme à la recherche de médicaments. L'histoire reprend avec Chris ayant besoin de médicaments, sinon ses chances de survie sont faibles. Ils prévoient de s'introduire dans une ferme industrielle voisine avec Emma, Anna, Ray et Hayato pour obtenir quelques médicaments. Hayato ouvre la voie depuis qu'il a fait irruption dans cette ferme auparavant. En raison de la sécurité, les patrouilles de démons dans cette ferme ont été augmentées. Hayato et Ray attirent les démons pendant qu'Emma et Anna trouvent et récupèrent le médicament. Juste au moment où ils sont sur le point de partir, ils sont pris en embuscade par des démons, mais sauvés par un associé de M. Minerva nommé Zazie. Une fois Chris guéri, ils se regroupent et commencent à se diriger vers la base secrète à l'intérieur d'une forêt d'arbres géants. On découvre que la base se trouve à l'intérieur de l'un de ces arbres et c'est une ville immense, C'était autrefois une base de démons, dans leur société. Apparemment, c'était un endroit secret que même le clan Ratri ou d'autres démons ne connaissent pas. Ce qui est plus important, le patron Norman, alias William Minerva est dans cette base. Minerva rencontre tout le monde et explique son plan. Il parle d'une ferme expérimentale nommée Lambda qui nous donne une histoire sur quelques personnages que nous connaissons déjà. Minerva a déclaré que la base Lambda avait déjà été détruite par eux. Minerva a conduit Emma et les autres ici pour exécuter son plan de détruire la société démoniaque et effacer le Neverland où les enfants ne peuvent pas devenir adultes, et de construire une société humaine dans le monde des monstres. Minerva explique aussi les origines de ces monstres, il a dit que c'étaient à l'origine des espèces qui ressemblent à des bactéries, et qui ont évolué en mangeant les humains, les insectes, et les animaux, et commencent à prendre leurs caractéristiques. En mangeant les humains, ces créatures prennent leurs intelligences et leurs caractéristiques humanoïdes, mais s'ils arrêtent de consommer les humains, ils vont régresser dans un état complètement sauvage. Ce qui explique l'état de pas mal de monstres dans l'aventure d'Emma, des monstres intelligents et sauvages. Le plan de Minerva est bon, mais quelque chose ne va pas dans ce plan et Minerva lui-même et Emma l'ont compris, d'autant plus qu'Emma veut aussi sauver les monstres. Elle pensait à Mujika et Sonju et comment ces monstres les avaient sauvés. À cause de cela, Emma veut trouver un autre moyen. |                 |                                                                          |                  |                   |
| 15 | 2 août 2019     | 978-4-08-882017-0                                                        | 19 août 2020     | 978-2-82033-829-7 |
| Titre du volume : L'entréeListe des chapitres : - Chapitre 125 : L'alliance des menteurs (嘘吐きの同盟, Usotsuki no Dōmei) - Chapitre 126 : Conversation à trois (鼎談, Teidan) - Chapitre 127 : Divergence (対立, Tairitsu) - Chapitre 128 : Ma décision est prise (決めた, Kimeta) - Chapitre 129 : Mon fardeau (背負うべきもの, Seoubeki Mono) - Chapitre 130 : Compte rendu (報告, Hōkoku) - Chapitre 131 : L'entrée ("入口"へようこそ, "Iriguchi" e Yōkoso) - Chapitre 132 : Répression (誅伐, Chūbatsu) - Chapitre 133 : Jouons ! (あそぼ, Asobo) |                 |                                                                          |                  |                   |
| Norman a discuté avec un ancien chef de gouvernement dans la société démoniaque, appelé Lord Geelan. Norman veut se servir de lui et de ses subordonnés pour une guerre civile entre les monstres, pour semer le chaos dans leur société et faire tomber la famille royale et les aristocrates. Après avoir exécuté son plan, William Minerva ou Norman savait au fond de lui que tout cela n'était qu'une façade à la surface, car il est bien conscient des véritables intentions d'une certaine personne. Étant le cerveau qu'il est, Norman cherche à s'imposer indépendamment de la situation, et essayer de semer le chaos et la destruction dans la société démoniaque. Lorsque Norman revient, il est confronté à Emma et Ray qui veulent lui parler de Mujika et Sonju. La nouvelle de leur existence semblait secouer Norman jusqu'au plus profond de lui-même. C'était un facteur dans son plan qu'il n'a pas pris en compte et maintenant qu'il connaît ce facteur, il prend une décision où il veut les tuer tous les deux. Bien sûr, Emma étant l'humain qui veut partir au monde des humains, rejette le plan de Norman et dit qu'elle et Ray iront aux Sept Murs et feront une nouvelle promesse. Norman dit qu'il ne change pas ses plans et que si elle veut le faire, alors elle peut, mais elle doit le faire et revenir avant que Norman ne réalise ses plans. Pendant qu'Emma et Ray se dirigent vers les Sept Murs, nous sommes emmenés dans les cinq maisons des aristocrates et nous sommes présentés à la reine. Le Tifari approche et la reine est informée de la destruction de Lambda. Parce qu'à ce titre, elle estime qu'elle ne permettra pas aux voleurs et aux braconniers de ce calibre de sévir et ordonne leur extermination avant que les Tifari ne commencent. Ceci, bien sûr, fait partie du plan de Norman, ce qui signifie qu'Emma et Ray sont sur une minuterie de huit jours pour atteindre leurs objectifs. Quand Emma et Ray entrent par l'entrée des Sept Murs, ils sont amenés dans un endroit très familier, même si ce n'est rien de plus qu'une simple illusion. La question de savoir s'ils peuvent ou non surmonter l'illusion et trouver les Sept Murs. |                 |                                                                          |                  |                   |
| 16 | 4 octobre 2019  | 978-4-08-882077-4                                                        | 7 octobre 2020   | 978-2-82033-850-1 |
| Titre du volume : Lost boyListe des chapitres : - Chapitre 134 : Lost boy (Lost Boy, Rosuto Bōi) - Chapitre 135 : Les recherches (捜索, Sōsaku) - Chapitre 136 : Le labyrinthe (迷路, Meiro) - Chapitre 137 : Conversion (変換, Henkan) - Chapitre 138 : La traque (1) (鬼探し①, Oni Sagashi ①) - Chapitre 139 : La traque (2) (鬼探し②, Oni Sagashi ②) - Chapitre 140 : J'y suis ! (来たよ！, Kita yo!) - Chapitre 141 : La promesse d'il y a mille ans (1) (1000年前の"約束"①, Sennen mae no yakusoku 1) - Chapitre 142 : La promesse d'il y a mille ans (2) (1000年前の"約束"②, Sennen mae no yakusoku 2) - Chapitre 143 : Suppression (抹殺, Massatsu) |                 |                                                                          |                  |                   |
| Les Sept Murs montrent Emma et Ray dans la version de réalité tordue de Grace Field House alors qu'ils continuaient à rechercher মশ্লয়. Pendant ce temps, Norman charge Don et Gilda de traquer Mujika et Sonju avec la promesse de les ramener pour les protéger. Hayato leur est assigné ainsi qu'une nouvelle fille nommée Ayshe pour les escorter. En raison des escortes, Don et Gilda soupçonnent que Norman cherche à les doubler et décident de formuler un plan pour assurer la sécurité de Sonju et Mujika. À l'intérieur de la réalité déformée, les choses ne cessent de changer. Emma devient une petite enfant tandis que Ray vieillit. Leurs vêtements et leur équipement ne cessent de changer avec tout le reste. Au fur et à mesure qu'ils tournent dans le labyrinthe, les choses commencent à devenir claires pour eux, du moins ce qu'ils pensaient. Soudain, ils commencent à sentir les effets de la dimension déchirer leur esprit. Ray y succombe presque quand la petite Emma attire son attention, affirmant avoir découvert le secret. Une fois qu'Emma l'a découvert, les Sept Murs apparaissent, mais Ray est ramené à la base de Norman tandis qu'Emma est amenée devant le roi des démons মশ্লয়. Pendant ce temps, Don et Gilda continuent leur aventure et exploration avec Ayshe. Nous obtenons une excellente histoire sur elle et nous découvrons qu'Ayshe n'est pas là pour tuer Mujika et Sonju, ce qui apporte un grand soulagement à Don et Gilda. En fait, Ayshe a d'autres plans. De retour dans la dimension, Emma et মশ্লয় discutent de la possibilité de faire une nouvelle promesse. Nous sommes ensuite ramenés plus de 1000 ans en arrière lorsque la promesse a été faite pour la première fois par Julius Ratri qui a conduit à la séparation du monde humain de celui des monstres. Bien sûr, Julius a dû payer le prix de son souhait, tout comme Emma. Pendant ce temps, Mujika et Sonju sont traqués par les larbins de Norman, les trouvent dans le but de les éliminer tous les deux. Cependant, Sonju et Mujika ne tombent pas sans se défendre. |                 |                                                                          |                  |                   |
| 17 | 4 janvier 2020  | 978-4-08-882170-2                                                        | 9 décembre 2020  | 978-2-82033-867-9 |
| Titre du volume : La bataille de la CapitaleListe des chapitres : - Chapitre 144 : Aidez-nous ! (助けて, Tasukete) - Chapitre 145 : À chacun ses raisons (それぞれの, Sorezore no) - Chapitre 146 : La bataille de la Capitale (王都決戦, Ōto kessen) - Chapitre 147 : Rancœur séculaire (積怨, Sekien) - Chapitre 148 : On arrive ! (今行くよ, Ima iku yo) - Chapitre 149 : Preuve nécessaire (証明する義務, Shōmei suru gimu) - Chapitre 150 : Un vœu de 700 ans (700年の悲願, 700-Nen no higan) - Chapitre 151 : Notre victoire (勝つのは, Katsu no wa) - Chapitre 152 : Délai imparti (刻限, Kokugen) |                 |                                                                          |                  |                   |
| Malgré leurs efforts, Emma et Ray arrivent trop tard. Norman a mené son plan à bien : les démons de la cour et ceux du clan Geelan se sont entretués. Au milieu du charnier, Emma lance un ultime cri du cœur pour convaincre Norman de renoncer à son projet d'extermination. Les événements ont commencé par l'assaut de Norman sur la capitale lors de la célébration de Tifari. Emma et Ray sont revenus des Sept Murs après avoir fait la nouvelle promesse et une course est maintenant lancée pour se rendre à la capitale afin d'essayer d'arrêter Norman. Après qu'il est devenu clair pour tout le monde que son véritable plan est d'anéantir tous les démons, y compris la famille royale. Ensemble, les groupes de Norman et de Geelan s'installent dans la capitale et s'en emparent. Les calculs de Norman étaient parfaits. La majeure partie des évènements traite de la trame de fond de Geelan en plus de sa bataille contre la famille royale ainsi que la reine elle-même. Emma arrive dans la capitale et se retrouve face à face avec Norman. |                 |                                                                          |                  |                   |
| 18 | 4 mars 2020     | 978-4-08-882223-5                                                        | 10 février 2021  | 978-2-82034-059-7 |
| Titre du volume : Never Be AloneListe des chapitres : - Chapitre 153 : Froussard (臆病, Okubyō) - Chapitre 154 : Le sésame (突破口, Toppakō) - Chapitre 155 : Résurrection (復活, Fukkatsu) - Chapitre 156 : Finissons-en (終わりにしましょう, Owari ni shimashou) - Chapitre 157 : The World Is Mine (The World Is Mine, Za Wārudo Izumain) - Chapitre 158 : Le sens de mon existence (生まれてきた意味, Umarete kita imi) - Chapitre 159 : Merci (ありがとう, Arigatō) - Chapitre 160 : L'entrave (足枷, Ashikase) - Chapitre 161 : Never Be Alone (Never Be Alone, Nebā Bī Arōn) |                 |                                                                          |                  |                   |
| Ray et Emma retrouvent Norman, mais il révèle qu'ils sont trop tard. Toute la famille royale, les aristocrates et le clan de Geelan ont tous été éradiqués. Norman déclare qu'il n'y a plus de retour maintenant, mais grâce à un discours pratique d'Emma, Norman change sa son plan pour le moment. Juste au moment où ils sont sur le point de décider que faire ensuite, la reine se réveille grâce à un deuxième point vital. Zazie prend un coup dur, avant que Sonju et Mujika ne se présentent pour aider. Nous en apprenons un peu plus sur le passé de Sonju et Mujika ici, mais nous découvrons également que la reine a deux noyaux, ce qui lui a permis de se relancer. Cependant, la reine a commis une erreur fatale lors de sa régénération. Elle consomme tous les corps, même ceux qui sont morts du poison, pour reconstruire son corps. Ses cellules allaient en surcharge à cause du processus et elle, essentiellement, est juste morte d'elle-même. Il reste un dernier gros obstacle à affronter, le chef du clan Ratri. Ils pensent qu'il se dirige vers leur base et Norman avait raison dans son hypothèse. Au moment où ils reviennent, ils se rendent compte qu'ils étaient trop tard. Peter Ratri a emmené tout le monde à la base de Grace Field House. Après une longue histoire, il est temps de retourner là où tout a commencé. |                 |                                                                          |                  |                   |
| 19 | 3 juillet 2020  | 978-4-08-882327-0                                                        | 31 mars 2021     | 978-2-82034-076-4 |
| Titre du volume : La note maximaleListe des chapitres : - Chapitre 162 : Les chaises musicales (王座盗りゲーム, Ōza tori gēmu) - Chapitre 163 : Renversement de situation (反転, Hanten) - Chapitre 164 : Le démon souriant (笑顔の悪魔, Egao no akuma) - Chapitre 165 : You Can Fly ! (You Can Fly！, Yū Kan Furai!) - Chapitre 166 : Go Back Home (ゴーバックホーム, Gō Bakku Hōmu) - Chapitre 167 : Par ici, les démons ! (鬼さんこちら, Onisan kochira) - Chapitre 168 : Votre père (創 造 主, Sōzōnushi) - Chapitre 169 : La note maximale (満点, Manten) - Chapitre 170 : Ensemble (共に, Tomoni) - Chapitre 171 : Vaincu (敗北, Haiboku) |                 |                                                                          |                  |                   |
| Quitte à se jeter dans la gueule du loup, Emma et ses compagnons foncent sur Grace Field, espérant arracher leurs camarades aux mains de Peter Ratri. Profitant de la mort de la reine, leur dernier ennemi semble plus que jamais déterminé à étouffer la révolte et à transformer l'orphelinat en un tombeau. Les dernières pièces sont en place, qui parviendra à faire échec et mat le premier. Après la défaite de la reine et des chefs des cinq maisons régentes, Sonju et Mujika tentent de faire revivre le grand prêtre qui sera couronné nouveau roi. Cependant, Peter Ratri avait d'autres choses en tête. Il a envoyé une proclamation à la capitale et a blâmé le clan Geelan ainsi que Sonju et Mujika pour la guerre civile. Il a ensuite rassemblé tous ceux qui ont reçu le « sang contaminé » et les a fait exécuter, Sonju et Mujika connaîtront, eux aussi, le même sort. Pendant qu'ils attendaient leur exécution, nous changeons de vitesse vers un décor familier, Grace Field House. Ici, Isabella est revenue, maintenant grand-mère de la maison. Peter Ratri lui-même s'est infiltré dans l'orphelinat et il a ramené tous les enfants capturés comme appât pour Emma, Norman et Ray. Les enfants avaient un plan pour infiltrer la maison, l'infiltration n'était pas difficile. En revanche, Peter Ratri les a laissé entrer dans la maison facilement exprès pour les piéger dans l'orphelinat. De retour dans la capitale, juste au moment où Sonju et Mujika sont sur le point d'être exécutés, un vieux visage apparaît et interrompt les choses. |                 |                                                                          |                  |                   |
| 20 | 2 octobre 2020  | 978-4-08-882375-1                                                        | 2 juin 2021      | 978-2-82034-088-7 |
| Titre du volume : L'autre rive du destinListe des chapitres : - Chapitre 172 : Libres (自由, Jiyū) - Chapitre 173 : Prisoners (Prisoners, Purizunāzu) - Chapitre 174 : Un nouveau monde (1) (新しい世界①, Atarashī sekai ①) - Chapitre 175 : Un nouveau monde (2) (新しい世界②, Atarashī sekai ②) - Chapitre 176 : Je suis de retour (ただいま!, Tadaima!) - Chapitre 177 : Mère (母親, Hahaoya) - Chapitre 178 : Vers le monde des humains (人間の世界へ, Ningen no sekai e) - Chapitre 179 : La contrepartie (代償, Daishō) - Chapitre 180 : Tout ce que tu as (きみのすべて, Kimi no subete) - Chapitre 181 : L'autre rive du destin (運命の向こう岸, Unmei no mukōgishi) |                 |                                                                          |                  |                   |
| De retour à l'orphelinat Grace Field House, Emma et ses compagnons réussissent par un incroyable tour de force à reprendre le contrôle de la ferme. Maman rejoint leur camp, mais un ultime ennemi se dresse face à eux, Peter Ratri. Alors que ce dernier commence à douter face à la détermination d'Emma, un bouleversement que personne n'aurait imaginé se produit. Étant le dernier épisode, nous avons tout appris. Nous avons vu le sort des démons sous leur nouveau régime royal qui a été mis en place dans le dernier volume. À tour de rôle, nous avons vu le sort des fermes ainsi que la conclusion de Grace Field tenant tête à Peter Ratri. Nous avons appris le genre de promesse qu'Emma avait faite et nous avons vu la fin de leur voyage. |                 |                                                                          |                  |                   |

### Édition japonaise
1. 1 2  (ja) « 約束のネバーランド　　1 », sur Shūeisha (consulté le 16 février 2019)
2. 1 2  (ja) « 約束のネバーランド　　2 », sur Shūeisha (consulté le 16 février 2019)
3. 1 2  (ja) « 約束のネバーランド　　3 », sur Shūeisha (consulté le 16 février 2019)
4. 1 2  (ja) « 約束のネバーランド　　4 », sur Shūeisha (consulté le 16 février 2019)
5. 1 2  (ja) « 約束のネバーランド　　5 », sur Shūeisha (consulté le 16 février 2019)
6. 1 2  (ja) « 約束のネバーランド　　6 », sur Shūeisha (consulté le 16 février 2019)
7. 1 2  (ja) « 約束のネバーランド　　7 », sur Shūeisha (consulté le 16 février 2019)
8. 1 2  (ja) « 約束のネバーランド　　8 », sur Shūeisha (consulté le 16 février 2019)
9. 1 2  (ja) « 約束のネバーランド　　9 », sur Shūeisha (consulté le 16 février 2019)
10. 1 2  (ja) « 約束のネバーランド　　10 », sur Shūeisha (consulté le 16 février 2019)
11. 1 2  (ja) « 約束のネバーランド　　11 », sur Shūeisha (consulté le 16 février 2019)
12. 1 2  (ja) « 約束のネバーランド　　12 », sur Shūeisha (consulté le 16 février 2019)
13. 1 2  (ja) « 約束のネバーランド　　13 », sur Shūeisha (consulté le 16 février 2019)
14. 1 2  (ja) « 約束のネバーランド 13 ミニ画集付き特装版 », sur Shūeisha (consulté le 16 février 2019)
15. 1 2  (ja) « 約束のネバーランド 14 », sur Shūeisha (consulté le 12 avril 2019)
16. 1 2  (ja) « 約束のネバーランド 15 », sur Shūeisha (consulté le 22 juin 2019)
17. 1 2  (ja) « 約束のネバーランド 16 », sur Shūeisha (consulté le 24 août 2019)
18. 1 2  (ja) « 約束のネバーランド 17 », sur Shūeisha (consulté le 6 décembre 2019)
19. 1 2  (ja) « 約束のネバーランド 18 », sur Shūeisha (consulté le 2 mars 2020)
20. 1 2  (ja) « 約束のネバーランド 19 », sur Shūeisha (consulté le 12 juin 2020)
21. 1 2  (ja) « 約束のネバーランド 20 », sur Shūeisha (consulté le 7 octobre 2020)

### Édition française
1. 1 2  (fr) « The Promised Neverland - Tome 1 », sur Kazé (consulté le 16 février 2019)
2. 1 2  (fr) « The Promised Neverland - Tome 2 », sur Kazé (consulté le 16 février 2019)
3. 1 2  (fr) « The Promised Neverland - Tome 3 », sur Kazé (consulté le 16 février 2019)
4. 1 2  (fr) « The Promised Neverland - Tome 4 », sur Kazé (consulté le 16 février 2019)
5. 1 2  (fr) « The Promised Neverland - Tome 5 », sur Kazé (consulté le 16 février 2019)
6. 1 2  (fr) « The Promised Neverland - Tome 6 », sur Kazé (consulté le 16 février 2019)
7. 1 2  (fr) « The Promised Neverland - Tome 7 », sur Kazé (consulté le 16 février 2019)
8. 1 2  (fr) « The Promised Neverland - Tome 8 », sur Kazé (consulté le 16 février 2019)
9. 1 2  (fr) « The Promised Neverland - Tome 9 », sur Kazé (consulté le 22 juin 2019)
10. 1 2  (fr) « The Promised Neverland - Tome 10 », sur Kazé (consulté le 22 juin 2019)
11. 1 2  (fr) « The Promised Neverland - Tome 11 », sur Kazé (consulté le 22 juin 2019)
12. 1 2  (fr) « The Promised Neverland - Tome 12 », sur Kazé (consulté le 24 décembre 2019)
13. 1 2  (fr) « The Promised Neverland - Tome 13 », sur Kazé (consulté le 24 décembre 2019)
14. 1 2  (fr) « The Promised Neverland - Tome 14 », sur Kazé (consulté le 24 avril 2020)
15. 1 2  (fr) « The Promised Neverland - Tome 15 », sur Kazé (consulté le 24 juillet 2020)
16. 1 2  (fr) « The Promised Neverland - Tome 16 », sur Kazé (consulté le 24 juillet 2020)
17. 1 2  (fr) « The Promised Neverland - Tome 17 », sur bdweb (consulté le 22 août 2020)
18. 1 2  (fr) « The Promised Neverland - Tome 18 », sur bdweb (consulté le 23 décembre 2020)
19. 1 2  (fr) « The Promised Neverland - Tome 19 », sur bdweb (consulté le 11 février 2021)
20. 1 2  (fr) « The Promised Neverland - Tome 20 », sur bdweb (consulté le 21 mars 2021)